# Pleostigma piceae
Pleostigma piceae är en svampart som beskrevs av Kirschst. 1939. Pleostigma piceae ingår i släktet Pleostigma, ordningen Dothideales, klassen Dothideomycetes, divisionen sporsäcksvampar och riket svampar.   Inga underarter finns listade i Catalogue of Life.